# Conoblemmus araxianus
Conoblemmus araxianus är en insektsart som beskrevs av Andrej Vasiljevitj Gorochov 1996. Conoblemmus araxianus ingår i släktet Conoblemmus och familjen syrsor. Inga underarter finns listade i Catalogue of Life.